# LuckyBackup
luckyBackup est un logiciel libre de synchronisation et de sauvegardes informatiques publié sous licence GNU GPL. Il présente une interface graphique basée sur la bibliothèque logicielle Qt et le programme rsync. Il fonctionne avec différentes distributions de Unix/Linux dont : Debian, Ubuntu, Redhat, Fedora, CentOS, openSUSE, Mandriva Linux, Mageia, Arch Linux, FreeBSD. Cette application permet de créer plusieurs profils de sauvegardes en local ou sur un réseau et de planifier leurs exécutions.

## Détails
Le lancement des profils de sauvegarde peut être effectué en ligne de commande ou par l’intermédiaire de son interface graphique. Deux types de sauvegarde par profil sont possibles : la copie complète ou la synchronisation par date d'une source vers sa destination.
La sauvegarde des fichiers depuis des sources ou des destinations d'un réseau s’effectue pour le moment à l'aide des protocoles de partage pris en compte par le gestionnaire de fichiers utilisé. luckyBackup est compatible avec les gestionnaires de fichiers Nautilus, Konqueror ou Dolphin.